# Drosophila denticulata (artundergrupp)
Drosophila denticulata är en artundergrupp som innehåller fyra arter. Artundergruppen ingår i släktet Drosophila, undersläktet Sophophora och artgruppen Drosophila melanogaster.

## Lista över arter i artundergruppen
- Drosophila denticulata
- Drosophila microdenticulata
- Drosophila pseudodenticulata
- Drosophila velascoi